# Pycnarmon syleptalis
Pycnarmon syleptalis là một loài bướm đêm trong họ Crambidae.